# Hudjefa I
Hudjefa I (antigo egípcio para "apagado" ou "desaparecido") é o pseudônimo de um faraó da II dinastia, conforme o Cânone de Turim, uma lista real escrita no reinado de Ramessés II. Entende-se agora que Hudjefa significa que o nome já estava ausente do documento do qual o cânone foi copiado. A duração do reinado associado a Hudjefa no cânone é de 11 anos. Por causa da posição de Hudjefa na lista, às vezes é identificado com um rei Sesócris relatado na Egiptíaca, uma história do Egito escrita pelo sacerdote Manetão no século III a.C.. Manetão credita a esse faraó 48 anos de reinado. Os egiptólogos tentaram relacioná-lo com faraós arqueologicamente atestados do período, em particular Peribessene.